# Мексиканське космічне агентство

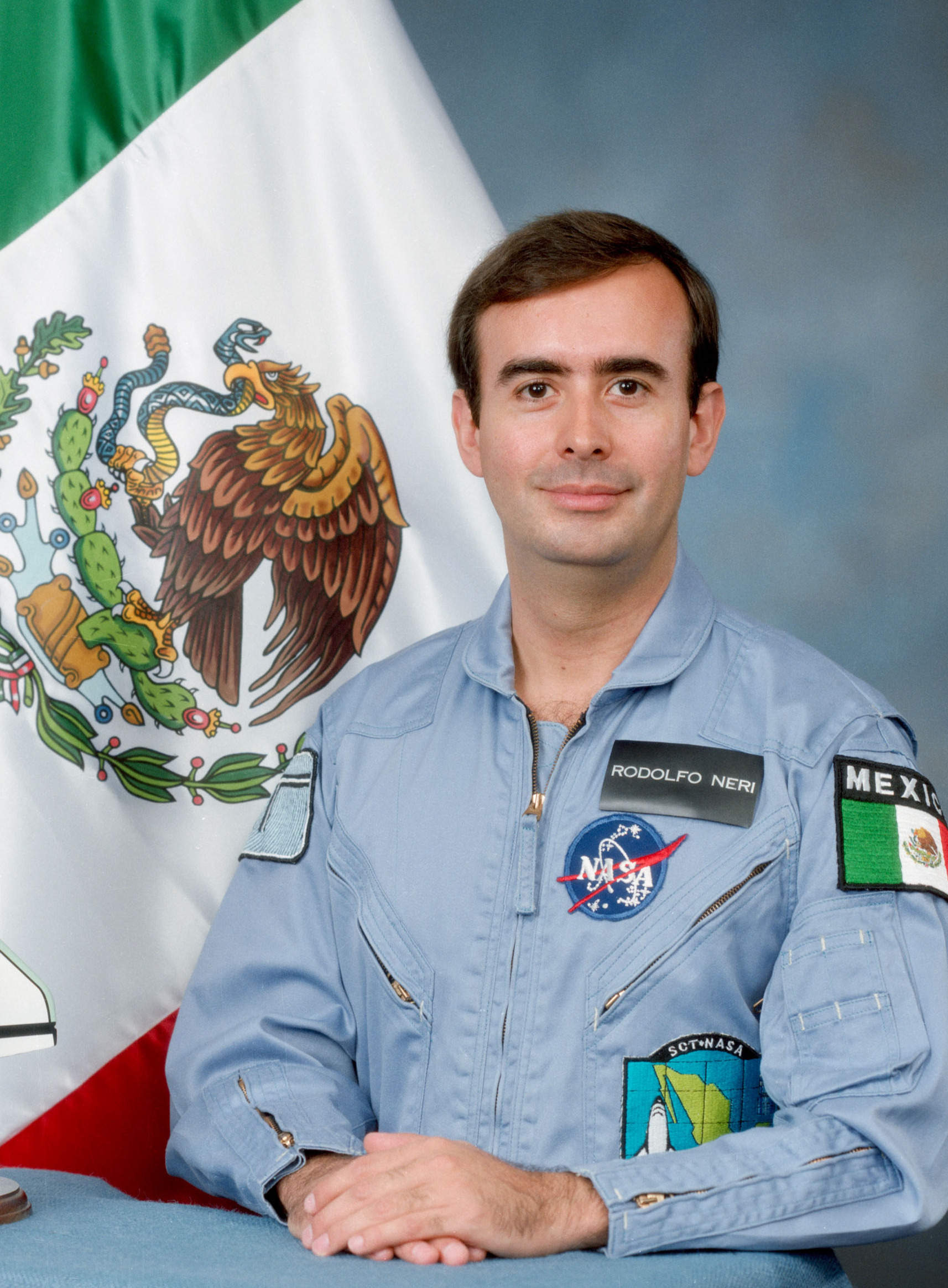
Родольфо Нері Вела, перший космонавт Мексики

Мексиканське космічне агентство (AEM; ісп. Agencia Espacial Mexicana) — національне космічне агентство Мексики, засноване в липні 2010 року. Агентство не має інфраструктури, і має на меті сприяти та координувати освіту, дослідження та розвиток діяльності, пов'язаної з космосом, яка виконується в країні.

## Історія

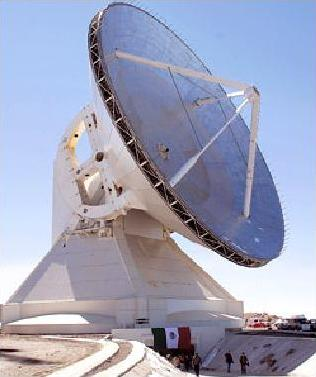
Великий міліметровий телескоп у Мексиці

Прямим попередником агентства є Національна космічна комісія (Comisión Nacional del Espacio Exterior; CONEE), створена президентським указом від 31 серпня 1962 року в складі Секретаріату зв'язку та транспорту, яка від 1962 доо 1976 року проводила експерименти в галузі ракетної техніки, телекомунікацій та атмосферних досліджень. Після її розпуску президентським указом 3 листопада 1977 року деякі види діяльності фінансував Мексиканський інститут зв'язку (Instituto Mexicano de Comunicaciones; нині перетворений на Федеральну комісію з телекомунікацій), компанія Satmex — тоді державна компанія — і деякі заклади вищої освіти: Національний автономний університет Мексики, Національний політехнічний інститут, Національний інститут астрофізики, оптики та електроніки, Центр наукових досліджень і вищої освіти Енсенада та CINVESTAV.

### Презентація на конгресі
Законопроєкт про заснування офіційного космічного агентства спочатку задумали Хосе Луїс Гарсія та Фернандо де ла Пенья. Його рецензували Джанфранко Біссіаккі, Хосе Ернандес, Родольфо Нері Вела та інші. Потім його було подано.
Розробники представили в конгрес законопроєкт, основною метою якого, за словами Фернандо де ла Пеньї, було сприяння приватним інвестиціям і створенню транснаціональних аерокосмічних компаній у штаті Ідальго.
20 квітня 2010 року Палата депутатів схвалила створення агентства (208 проголосували «за», 2 «проти» та 4 відсутніх), яке 26 квітня 2006 року ініціювала нижня палата.

### Подання до Сенату
Деякі сенатори були незадоволені тим, що з ними не проводилися консультації перед поданням на голосування в Палату депутатів. З цієї причини сенатор від ПДР і президент Комітету з науки і технологій Сенату Франциско Хав'єр Кастельон Фонсека звернувся з проханням про організацію форумів для виявлення проблем і розбіжностей. Після цього створено групу просування Мексиканського космічного агентства («Grupo Promotor de la Agencia Espacial Mexicana»), координовану Інженерною академією (Academia de Ingeniería), яка звернулась до Конгресу Мексики з новою законодавчою ініціативою. До цієї пропозиції включено деякі пропозиції, зокрема від Національної ради з питань науки і технологій та Наукової консультативної рада при Президенті Республіки. 4 листопада 2008 року Сенат одноголосно прийняв нову ініціативу та повернув для передання до комітетів з науки і технологій, законодавчих досліджень, бюджету та державних рахунків для повторного аналізу і голосування.

### Заснування
Закон про створення агентства, опублікований президентом Феліпе Кальдероном 30 липня 2010 року, набув чинності 31 липня 2010 року. Перше правління створено 7 вересня 2010 року. Правління організувало серію форумів з космічними експертами, щоб окреслити космічну політику, яку опубліковано 13 липня 2011 року. 1 листопада 2011 року Франсіско Хав'єро Мендіету Хіменеса призначено генеральним директором.

## Діяльність

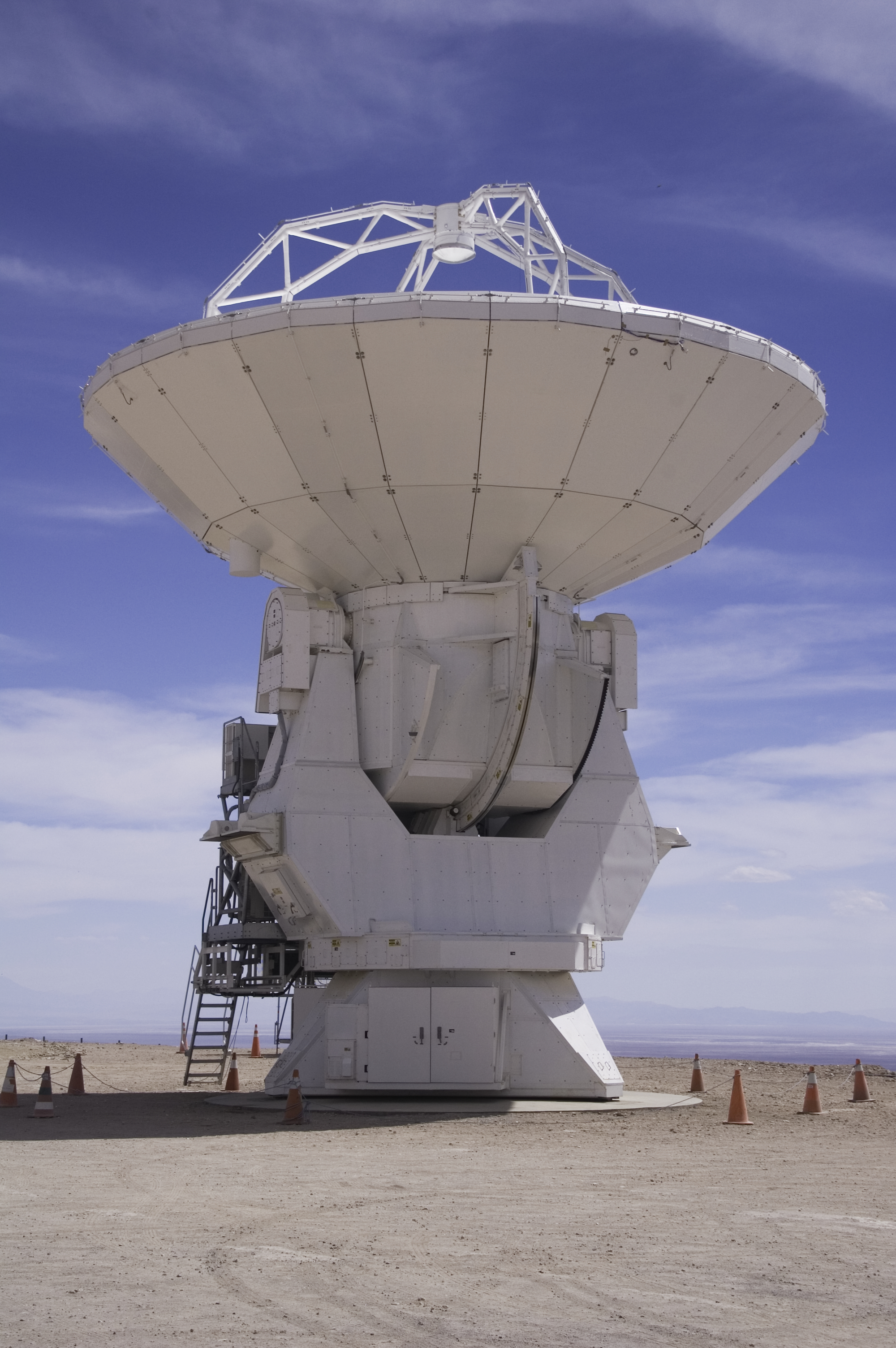
Телескоп у обсерваторії ALMA (Мексика)

На ранніх стадіях агентство проводило форуми для розробки чітких цілей і стратегій в секторі аерокосмічної промисловості. 2012 року було обіцяно фінансування освітнього супутника, але його не було надано. 10 грудня 2017 року стратосферну повітряну кулю з гондолою Nanoconect-1 оголошено першим «супутником», який AEM запустило з території Мексики.
У червні 2015 року AEM підписала контракт на запуск для транспортування мікророверів як додаткового корисного навантаження на місячному посадковому модулі компанії Astrobotic Technology під назвою Peregrine, запуск якого планувався на 2023 рік. Але в польотному маніфесті Astrobotics 2019 року зазначено, що AEM керуватиме інструментом, а не мікророверами.